# Gallinula pacifica
Gallinula pacifica là một loài chim trong họ Rallidae.